# Osmar Prado
Osmar Prado, nombre artístico de Osmar de Amaral Barbosa, (São Paulo, 18 de agosto de 1947) es un actor y escritor brasileño.

## Biografía
Inició su carrera de actor a los 10 años de edad, integrando el elenco infantil de la telenovela David Copperfield, exhibida por la extinta TELE Paulista. Interpretó diversos papeles en la emisora, donde permaneció por ocho años. En esa época, además de la televisión, realizó también trabajos en el teatro con el actor Sérgio Cardoso.
En 1965, tuvo un pasaje por la recién inaugurada Red Globo, donde participó de la novela Ilusiones Perdidas. En 1968, firmó contrato con la TELE Excelsior para actuar en la novela Los Extraños. En la misma emisora, aún integró el elenco de otras dos novelas, La Muralla  y Diez Vidas.
Firmó su primer contrato con la Red Globo, en 1969, para trabajar en la novela Verano Rojo. Debido a su buen desempeño, fue escalado para actuar en Así en la Tierra como en el Cielo, de 1970. En 1971, participó del Cafona, en la cual interpretó Cacá, un joven cineasta que, junto con los amigos Rogério y Julinho, deseaba hacer la película más radical del cine brasileño. Los personajes hacían una referencia bien-humorada a los directores Cacá Diegues, Rogério Sganzerla y Júlio Bressane. Aún ese año, participó de la novela Bandera 2 de Días Gomes, cuando vivió el jugador de fútbol Mingo. 
Enseguida, protagonizó su primera novela, Bicho del Mato de Chico de Assis y Renato Corrêa y Castro, en que vivió el caipira Juba. A partir de 1973, pasó a integrar el elenco fijo del seriado humorístico semanal La gran Familia, donde despontou como el estudiante politizado Júnior, tercer hijo de la pareja Lineu y Nenê – en la época, interpretados por Jorge Dória y Eloísa Mafalda - que no fue reproducido en la versión actual del seriado. 
En 1975, con la muerte del autor de la serie, volvió a hacer novelas, actuando en dos producciones. Primero en Señora de Gilberto Braga, en que interpretó el abogado Torquato Ribeiro; y después en Helena de Gilberto Braga, cuya trama fue protagonizada por él, juntamente con la actriz Lúcia Alves. Después, en 1976, estuvo presente en la primera versión de la novela Ángel Malo de Cassiano Gabus Mendes, cuya babá Nice hube sido vivida por la actriz Susana Vieira. Cupo la Osmar encarnar Getúlio, marido del personaje Stela, vivida por Pepita Rodrigues, patrones de la babá Nice. Posteriormente, como Eupídio Morungaba, participó de la novela Nina.
En 1978, interpretó Edu de la novela Te Conté? de Cassiano Gabus Mendes, que vivía un triángulo amoroso con los personajes Shana, de Maria Cláudia, y Sabrina, de Wanda Stephânia. Enseguida, en Padre Héroe, vivió el marginal Pepo. En 1980, en la novela Llega Más de Walther Negrão y Carlos Eduardo Novaes, interpretó el cantante Amaro de Bahía, que formaba par romántico con el personaje de Renata Sorrah. Después, en el papel de Alfredo, integró el elenco del Amor ES Nuestro de Wilson Aguiar Hijo, Walther Negrão y Roberto Freire.
Después de casi 15 años de contrato con la Red Globo, dejó temporalmente la emisora en 1982, para dedicarse más al teatro. En los escenarios, actuó en los montajes de Barrela y Gente Fina ES la Misma Cosa. También ese año, tuvo un pasaje por la TELE Cultura de São Paulo, donde protagonizó la minissérie Su Quequé con adaptación de Wilson Roca.
En 1983, fue invitado a integrar el elenco del seriado Mário Fofoca roterizado por Cassiano Gabus Mendes, en el papel del corrector Donato Freitas, cuya oficina era vecino al del detective Mário Fofoca, y servía de contraponto a las situaciones vividas por el protagonista. Aún ese año, vivió el Joãozito en Volví para Usted de Benedito Ruy Barbosa e hizo una participación especial en Champagne de Cassiano Gabus Mendes.
En 1984, participó de su primera minissérie en la Red Globo, Mi Destino ES Pecar de Euclydes Marino. Después, se transfirió para la extinta Red Titular, donde actuó en las minisséries Vivir la Vida de Manoel Carlos y Todo encima de Bráulio Pedroso y Geraldo Carneiro. Antes de eso, aún en 1984, hizo su estreno en el cine, actuando en la película Aguanta, Corazón.
En 1986, de vuelta a la Red Globo, participó de su primera novela de las ocho, Rueda de Fuego de Lauro César Muniz, e interpretó uno de suyos personajes más carismáticos en la televisión, el Tabaco. El año siguiente, trabajó en Mandala de Días Gomes, siendo que para vivir el personaje se vio gracias a raspar la cabeza, pues el papel sería de un monje budista. En 1988, interpretó uno de los personajes principales de Vida Nueva de Benedito Ruy Barbosa, el italiano Pietro. También ese año, volvió a trabajar en una minissérie, El Pagador de Promesas de Días Gomes, viviendo el padre Eloy.
En 1990, participó de la minissérie Riacho Dulce de Aguinaldo Silva y Ana Maria Moretzshon, como el pescador Neco. En 1992, actuó en la novela Piedra sobre Piedra de Aguinaldo Silva, Ricardo Linhares y Ana Maria Moretzshon, en la cual vivió uno personaje más de gran repercusión junto al público, Sérgio Cabeleira, que asustaba los habitantes de la ciudad de Resplandor en noches de luna llena.
En 1993, interpretó aquel que tal vez sea su mayor éxito en la televisión, el Tião Galinha, uno personaje exótico que cargaba las supersticiones y fábulas del universo popular en la novela Renascer de Benedito Ruy Barbosa. El papel le rindió el premio de Mejor Actor Coadyuvante de la Asociación Paulista de Críticos de Arte.
A pesar del éxito obtenido pelo personaje, dejó la Red Globo aún durante las grabaciones de Renascer. Se transfirió para el SBT, que reorganizaba su núcleo de dramaturgia con la novela Éramos Seis de Sílvio de Abreu y Rubens Edward Hijo. Aún en el SBT, integró el elenco del remake de Sangre de mi Sangre de Vicente Sesso, donde interpretó brillantemente el grande vilão Clóvis. Con ese trabajo arrancó elogios de la crítica y del público, y se hizo el primer actor del SBT a ganar el Trofeo Prensa.
Volvió a trabajar en la Red Globo en 1998, invitado para interpretar el alcalde Barnabé de Barros, en la novela Mi Bien Querer de Ricardo Linhares y con supervisión de Texto de Aguinaldo Silva. Dos años después, participó de la novela Esplendor según trabajo con la autora Ana Maria Moretzshon, en el papel de Rodolfo Bernardes.
En 2001, estuvo presente en el elenco de la premiada minissérie Los Maias de Maria Adelaide Amaral, Vincent Villari y João Emanuel Carneiro, en el papel de Tomás de Alencar. Aún en 2001, en la novela Lo Clone de Gloria Perez, interpretó Lobato, un abogado de clase media, ex-dependiente químico, que lucha para mantenerse lejos del alcohol y de la cocaína. En 2002 ató en Esperanza de Benedito Ruy Barbosa y Walcyr Carrasco, enseguida, actuó en Chocolate con Pimenta de Walcyr Carrasco, en la piel del caipira Margarido. Posteriormente, el año de 2004, filmó lo larga Olga, en la piel del presidente Getúlio Vargas. 
Después, en 2005, integró el elenco de las dos jornadas de la premiada minissérie Hoy ES Día de Maria de Carlos Alberto Soffredini, En 2006, participó de la minissérie JK de Maria Adelaide Amaral y Alcides Nogueira y del remake de la novela Sinhá Moça de Benedito Ruy Barbosa, en el papel del dominador Barão de Araruna. El año siguiente, actuó en la minissérie Amazônia, de Galvez a Chico Mendes de Gloria Perez y en la novela Eterna Magia de Elizabeth Jhin. En 2008, participó del remake de Ciranda de Piedra de Alcides Nogueira y Mário Teixeira, como el empresario Cícero Cassini, hombre rico, descendiente de italianos, socio del grande vilão de la historia, Natércio. 
En 2009, integró el elenco de la novela Camino de las Indias de Gloria Perez, en el papel del jefe de familia Manu, de la casta de los comerciantes. Casado con Kochi, Manu es el padre de la protagonista Maya y del joven Komal.
Entre 2010 a 2011 actuó en las series En la Forma de la Ley de Antônio Calmon, Finalmente lo Que Quieren las Mujeres de João Paulo Cuenca y Amor en Cuatro Actos de Antonia Pellegrino, inspirada en músicas de Chico Buarque.
En 2011 volvió a las novelas como el delegado Batoré haciendo un triángulo amoroso con Zezé Polessa y Marcos Caruso en el núcleo de humor de la novela de las 18 horas Cordel Encantado de Duca Rachid y Thelma Guedes.
En 2012 interpretó el vilão cínico Vírgilio un hombre que maltrataba el hijo adoptivo y también exploraba su don especial de amansar los animales con un gesto o mirar, de la novela Amor Eterno Amor de Elizabeth Jhin.
En 2014 vuelve la TELE, en la minissérie Amores Robados de George Moura y Sérgio Goldenberg con supervisión de texto de Maria Adelaide Amaral, como Cavalcanti, un poderoso empresario, después de enfrentar un cáncer en la garganta, El mismo año, interpretará el Coronel Epaminondas, el grande vilão cómico de la historia y también será rival de Pedro Galvão (Rodrigo Lombardi) en Mi Pedacinho de Suelo de Benedito Ruy Barbosa, su sexto trabajo con autor 
ES primo de primer grado de Dalcio Prado y de tercer grado de Arthur Prado Pires. y Participa del Movimiento Humanos Derechos.

## Carrera

### En la televisión
| Televisión | Televisión                              | Televisión                               | Televisión    |
| Año        | Título                                  | Papel                                    | Emisora       |
| ---------- | --------------------------------------- | ---------------------------------------- | ------------- |
| 2016       | Libertad, Libertad                      | Edgard                                   | Red Globo     |
| 2014       | Mi Pedacinho de Suelo                   | Coronel Epaminondas Napoleão             | Red Globo     |
| 2014       | Amores Robados                          | Roberto Cavalcanti                       | Red Globo     |
| 2012       | Amor Eterno Amor                        | Virgílio                                 | Red Globo     |
| 2011       | Cordel Encantado                        | Delegado Batoré                          | Red Globo     |
| 2011       | Amor en Cuatro Actos                    | Marcos                                   | Red Globo     |
| 2010       | Finalmente, lo Que Quieren las Mujeres? | Dr. Klein / Amâncio Flores               | Red Globo     |
| 2010       | En la Forma de la Ley                   | Newton Lopez                             | Red Globo     |
| 2009       | Camino de las Indias                    | Manu Meetha                              | Red Globo     |
| 2008       | Ciranda de Piedra                       | Cícero Cassini                           | Red Globo     |
| 2007       | Eterna Magia                            | Joaquim El'Neill                         | Red Globo     |
| 2007       | Amazônia, de Galvez a Chico Mendes      | Gianne                                   | Red Globo     |
| 2006       | Sinhá Moça                              | Coronel José Ferreira (Barão de Araruna) | Red Globo     |
| 2005       | Clara y el Chuveiro del Tiempo          | Napoleão Bonaparte                       | Red Globo     |
| 2005       | Hoy es Día de Maria - 2ª Jornada        | Dr. Copélius                             | Red Globo     |
| 2005       | Hoy es Día de Maria                     | Padre                                    | Red Globo     |
| 2003       | Chocolate con Pimenta                   | Margarido de Silva                       | Red Globo     |
| 2002       | Esperanza                               | Jacobino                                 | Red Globo     |
| 2001       | Lo Clone                                | Lobato                                   | Red Globo     |
| 2001       | Los Maias                               | Tomás de Alencar                         | Red Globo     |
| 2000       | Esplendor                               | Rodolfo                                  | Red Globo     |
| 2000       | Usted Decide                            | eps: Una Boda Abierta                    | Red Globo     |
| 1999       | Usted Decide                            | eps: Gol de Placa                        | Red Globo     |
| 1999       | Usted Decide                            | eps: Un Otro en Mi Lugar                 | Red Globo     |
| 1998       | Mi Bien Querer                          | Barnabé de Barros                        | Red Globo     |
| 1998       | Teleteatro                              | Varios Personajes                        | SBT           |
| 1996       | Brava Gente                             | Bira                                     | SBT           |
| 1995       | Sangre de mi Sangre                     | Clóvis                                   | SBT           |
| 1994       | Éramos Seis                             | Zeca                                     | SBT           |
| 1994       | Usted Decide                            | Cigarra u Hormiga                        | Red Globo     |
| 1993       | La Justicia de los Hombres              | Varios Personajes                        | SBT           |
| 1993       | Renascer                                | Tião Galinha                             | Red Globo     |
| 1992       | Piedra Sobre Piedra                     | Sérgio Cabeleira                         | Red Globo     |
| 1991       | Caso Especial                           | Los Hombres Quieren Paz                  | Red Globo     |
| 1990       | Riacho Dulce                            | Neco de Lourenço                         | Red Globo     |
| 1988       | Vida Nueva                              | Pietro                                   | Red Globo     |
| 1988       | El Pagador de Promesas                  | Padre Eloy                               | Red Globo     |
| 1987       | Mandala                                 | Gérson                                   | Red Globo     |
| 1986       | Rueda de Fuego                          | Tabaco                                   | Red Globo     |
| 1985       | Todo encima                             | Osvaldinho                               | Red Titular   |
| 1984       | Vivir la Vida                           | Henrique                                 | Red Titular   |
| 1984       | Mi Destino es pecar                     | Marcelo                                  | Red Globo     |
| 1983       | Champagne                               | Amigo de Nil                             | Red Globo     |
| 1983       | Ellas por Ellas                         | Donato Freitas                           | Red Globo     |
| 1983       | Volví para Usted                        | Joãozito                                 | Red Globo     |
| 1982       | Su Quequé                               | Su Quequé                                | TELE Cultura  |
| 1981       | El Amor es Nuestro                      | Alfredo                                  | Red Globo     |
| 1980       | Llega Más                               | Amaro (Ted Lover)                        | Red Globo     |
| 1979       | Padre Héroe                             | Pepo                                     | Red Globo     |
| 1978       | Te Conté?                               | Edu                                      | Red Globo     |
| 1977       | Los Trapalhões                          | Red Globo                                |               |
| 1977       | Nina                                    | Morungaba                                | Red Globo     |
| 1976       | Ángel Malo                              | Getúlio                                  | Red Globo     |
| 1976       | Caso Especial                           | eps: Quién era Shirley Temple?           | Red Globo     |
| 1975       | Helena                                  | Éstacio                                  | Red Globo     |
| 1975       | Señora                                  | Torquato Ribeiro                         | Red Globo     |
| 1973       | La gran Familia                         | Júnior (Juninho)                         | Red Globo     |
| 1972       | Bicho del Mato                          | Juba                                     | Red Globo     |
| 1971       | Bandera 2                               | Mingo                                    | Red Globo     |
| 1971       | El Cafona                               | Cacá                                     | Red Globo     |
| 1970       | Así en la tierra como en el Cielo       | Mariozinho                               | Red Globo     |
| 1970       | Verano Rojo                             | Bebeto                                   | Red Globo     |
| 1969       | Diez Vidas                              | TELE Excelsior                           |               |
| 1969       | Los Extraños                            | TELE Excelsior                           |               |
| 1968       | La Muralla                              | TELE Excelsior                           |               |
| 1965       | Ilusiones Perdidas                      | Red Globo                                |               |
| 1964       | Tortura d'Alma                          | 2                                        | TELE Paulista |

### Cine
| Año  | Título                       | Papel                    |
| ---- | ---------------------------- | ------------------------ |
| 1984 | Aguanta, Corazón             | Ricardo                  |
| 1989 | El Grande Mentecapto         |                          |
| 1990 | Boca de Oro                  | Leonardo                 |
| 1993 | Era Una Vez en el Tibet .... |                          |
| 1996 | Cassiopéia                   | Leonardo (Voz)           |
| 2001 | La Hora Marcada              | Peçanha                  |
| 2003 | Desmundo                     | Francisco de Albuquerque |
| 2004 | Olga                         | Getúlio Vargas           |

## Premios
Trofeo Prensa
- Mejor actor por Sangre de mi Sangre (1996)

Premio Contigo! de TELE
- Mejor actor coadyuvante por Chocolate con Pimenta (2004)

Premio F5
- Indicado a Actor coadyuvante del Año (novela) por Mi Pedacinho de Suelo (2014)
- Indicado a Actor Coadyuvante del Año (serie o minissérie) por Amores Robados (2014)